# Idactus konso
Idactus konso es una especie de escarabajo longicornio del género Idactus, tribu Ancylonotini, subfamilia Lamiinae. Fue descrita científicamente por Quentin & Villiers en 1981.

## Descripción
Mide 14-17 milímetros de longitud.

## Distribución
Se distribuye por Etiopía.